# Acceso Norte al Puerto de Ferrol
El Acceso Norte al Puerto de Ferrol o FE-15 es una autovía urbana entre el Puerto de Ferrol y el barrio de San Juan, que permite el acceso desde el este de Ferrol a la Autopista del Atlántico (AP-9F). Tiene 3,4 kilómetros de longitud y la velocidad se limita, como mínimo, a 80 km/h en todo el trayecto. De allí es el último kilometraje de la Autopista del Atlántico como ramal a Ferrol y no termina en el Puerto de Ferrol.
Está diseñado como acceso desde el este de Ferrol para evitar el colapso del tráfico del acceso a través de la Ría de Ferrol cruzando el puente de las Pías. Conecta con la Autopista del Atlántico como ramal de Ferrol desde Guísamo, donde se divide un ramal para La Coruña y otro para Ferrol. El primer kilometraje empieza en la rotonda del acceso al Puerto de Ferrol y termina en el último kilometraje de la AP-9F, sin tener rotondas directas y conexión directa a la autopista. El primer tramo fue construido a principios de los años 90 y puesto en servicio en mayo de 1995 entre la rotonda del acceso al Puerto de Ferrol y el enlace de Sino, tiene unos 2,2 kilómetros y en el final del primer tramo, una parte que era provisional desde el paso inferior de la Carretera de Catabois hasta el enlace de Santa Mariña, contaba como una calzada provisional (en el sentido de San Juan) de 1 carril por sentido, con dirección a la Carretera de Catabois. El segundo tramo fue construido a mediados de los años 90 y puesto en servicio en abril de 1999, entre el enlace de Santa Mariña y el enlace de San Juan, de unos 1,7 kilómetros. En el final del enlace de San Juan, unos escasos metros se pusieron en servicio de forma provisional en los laterales del final de la autovía, mientras avanzaba la construcción del tramo final de la Autopista del Atlántico (AP-9F) del tramo Fene-Ferrol a través de Neda.
Esta autovía urbana tiene 2 carriles por sentido, todo el trayecto se limita a 80 km/h desde el Puerto de Ferrol hasta la entrada de la Autopista del Atlántico (AP-9F) en el enlace de San Juan. Cuenta con 5 enlaces (3 enlaces con la glorieta elevada, un enlace en paso superior y 3 semienlaces), además de la rotonda inicial de acceso al Puerto de Ferrol. Hay un pequeño tramo que limita la velocidad a 50 km/h por las curvas cerradas por debajo de la Carretera de Xoane (DP-3603).

## Tramos
| Denominación | Tramo                                                                     | Kilómetros | Año servicio |
| ------------ | ------------------------------------------------------------------------- | ---------- | ------------ |
| FE-15        | Puerto de Ferrol - Enlace de Santa Mariña (Ferrol)                        | 2          | 1995         |
| FE-15        | Enlace de Santa Mariña (Ferrol) - Enlace de San Juan (Ferrol) AP-9F FE-13 | 1,4        | 1999         |

## Trazado
| Velocidad | Esquema | Salida | Sentido San Juan (Ferrol)                                                                     | Carriles | Sentido Puerto de Ferrol | Carretera          | Notas |
| --------- | ------- | ------ | --------------------------------------------------------------------------------------------- | -------- | --- | ------------------ | ----- |
|           |         |        | Comienzo de la Autovía de Acceso Norte al Puerto de Ferrol FE-15 Procede de: Puerto de Ferrol |          | Fin de la Autovía de Acceso Norte al Puerto de Ferrol FE-15 Incorporación final: Puerto de Ferrol Dirección final: centro ciudad puerto |                    |       |
|           |         |        | centro urbano Carretera Alta Casa del Mar                                                     |          | |                    |       |
|           |         |        | La Malata                                                                                     |          | La Malata |                    |       |
|           |         |        | Canido                                                                                        |          | |                    |       |
|           |         |        |                                                                                               |          | Cedeira Ortigueira Canido centro ciudad                                                                                                 | AC-116             |       |
|           |         |        | O'Sino                                                                                        |          | O'Sino |                    |       |
|           |         |        | La Coruña Catabois Valdoviño Ortigueira                                                       |          | La Coruña Catabois Valdoviño Ortigueira                                                                                                 | N-651 FE-13 AC-116 |       |
|           |         |        | Fene La Coruña                                                                                |          | Inicio de la Autovía FE-15 | E-1 AP-9F          |       |